# Тёрёк, Габор
Габо́р Тёрёк (венг. Török Gábor; 30 мая 1936, Alsónémedi — 4 января 2004) — венгерский футболист, вратарь. Бронзовый призёр Олимпийских игр 1960 года.

## Биография

### Клубная карьера
В течение восьми сезонов Тёрёк играл за «Уйпешт», из них в течение пяти сезонов был основным вратарём. В составе «Уйпешта» он выиграл чемпионский титул в 1960 году, а также два раза становился вице-чемпионом страны.
В 1964 году перешёл в «Чепель», за который отыграл три сезона. В 1967 году перешёл в «Шальготарьян», в составе которого отыграл один сезон. Это был его единственный сезон в карьере, когда он забивал голы (2 гола). Завершил карьеру в 1968 году в клубе «Ганз-МаВаг».

### Карьера в сборной
В составе сборной Венгрии был основным вратарём на олимпийском футбольном турнире 1960 года. Он сыграл в матчах группового этапа со сборной Индии (2:1) и Франции (7:0), в 1/2 финальном матче с Данией (0:2) и в матче за бронзу с Италией (2:1). В составе венгерской сборной на том турнире завоевал бронзовые медали.

### Смерть
Скончался 8 января 2024 года в возрасте 67 лет.

## Достижения
«Уйпешт»
- Обладатель Кубка Венгрии (1): 1959/60

 Венгрия
- Бронзовый призёр Олимпийских игр (1): 1960